# Surin Pitsuwan
Surin Pitsuwan (en tailandés: สุรินทร์ พิศสุวรรณ; en malayo: Surin Abdul Halim bin Ismail Pitsuwan; jawi: سورين عبدالحاليم بن اسماعيل ڤيتسووان;  (Mueang Nakhon Si Thammarat, Tailandia, 28 de octubre de 1949-Bangkok, 30 de noviembre de 2017) fue un político y diplomático tailandés.

## Biografía
Pitsuwan estudió en la Universidad de Thammasart. Se graduó cum laude en Ciencias Políticas en Claremont, California, en 1972. A partir de 1977 hasta 1980, fue investigador para el Programa de Estudios de los Derechos Humanos, del Instituto de Estudios de Tailandia y la Fundación Ford, y a partir de 1974 hasta 1978, participó en el Rockefeller Fellowship Program de la Fundación Rockefeller, en la Universidad de Harvard y en la Universidad Americana de El Cairo. Master y Doctor en Artes por la Universidad de Harvard.
Surin fue elegido miembro del Parlamento de Tailandia por primera vez en 1986. En 1988, lo designaron para la secretaría auxiliar del ministro del Interior. A partir de 1992 hasta 1995, fue viceministro de Asuntos Exteriores hasta que en 1997 fue ministro del mismo departamento hasta 2001. Fue presidente de la Asociación de Naciones del Sureste Asiático de 1999 a 2000.
Además de su carrera política, fue profesor en la Universidad de Thammasart y escribió para dos periódicos diarios en inglés editados en Bangkok (1980-1992). Entre 1983 y 1984, Surin Pitsuwan trabajó en el Congreso de los Estados Unidos dentro de los programas de becas del Congreso, al tiempo que enseñaba Relaciones Internacionales en la Universidad Americana de Washington.
Fue ayudante del Decano de la Facultad de Ciencias Políticas, y más adelante del vicerrector para Asuntos Académicos en la Universidad de Thammasart (1985-1986).